# Список пресмыкающихся Сербии

Сербия на карте мира. Светло-зелёным обозначена территория, контролируемая частично признанной Республикой Косово и рассматриваемая Сербией как автономный край

Список пресмыкающихся Сербии достоверно включает 26 аборигенных и два интродуцированных вида, относящихся к черепахам, ящерицам и змеям, обитающим на территории Сербии, включая автономный край Косово и Метохию, признаваемым Сербией частью её территории и контролирующимся частично признанной Республикой Косово. Потенциально возможно нахождение на территории страны ещё шести видов. Отряды и семейства приведены в систематическом порядке, а виды — в алфавитном порядке по латинскому названию.
Находясь в центре Балканского полуострова, являвшегося одним из важнейшим рефугиумов для европейской фауны в период плейстоценовых оледенений, Сербия характеризуется относительно высоким таксономическим, морфологическим и генетическим разнообразием герпетофауны. На территории страны сохраняются как реликтовые популяции, относящиеся к анцестральным кладам, так и популяции на перифериях своих ареалов.

## Список видов

### Легенда
Обозначения охранного статуса МСОП:
- — виды на грани исчезновения (в критическом состоянии)
- — виды под угрозой исчезновения
- — уязвимые виды
- — виды, близкие к уязвимому положению
- — виды под наименьшей угрозой
- — виды, для оценки угрозы которым не хватает данных
- — виды, не представленные в Международной Красной книге

 Виды, интродуцированные на территорию Сербии, а также инвазионные виды
| Иллюстрация                                  | Русское название                    | Латинское название и автор таксона                         | Ареал на территории Сербии. Замечания по систематике. | Статус МСОП                                      |
| -------------------------------------------- | ----------------------------------- | ---------------------------------------------------------- | --- | ------------------------------------------------ |
| Отряд Черепахи (Testudines)                  |                                     |                                                            | |                                                  |
| Семейство Пресноводные черепахи (Emydidae)   |                                     |                                                            | |                                                  |
|                                              | Европейская болотная черепаха       | Emys orbicularis (Linnaeus, 1758)                          | Распространена по всей территории страны, но имеет фрагментированный ареал. В Воеводине черепахи обитают в водоёмах на урбанизированных и других антропогенно изменённых территориях, но избегают области, подверженные интенсивному сельскому хозяйству. В других частях страны черепахи предпочитают старицы и затопленные гравийные карьеры. | Вид, близкий к уязвимому положению               |
|                                              | Красноухая черепаха                 | Trachemys scripta (Thunberg in Schoepff, 1792)             | В Сербии является инвазионным видом, вытесняющим болотную черепаху. Представлена преимущественно подвидом T. s. elegans, но известны также находки черепах подвидов T. s. scripta и T. s. troostii. Встречается в основном в водоёмах около крупных городов. Наибольшая плотность популяции достигается в окрестностях Белграда и Нови-Сада. В связи с его высоким инвазионным потенциалом импорт этого вида в страну и продажа внутри неё запрещены сербскими законами. | Вид вне опасности                                |
| Семейство Сухопутные черепахи (Testudinidae) |                                     |                                                            | |                                                  |
|                                              | Средиземноморская черепаха          | Testudo graeca Linnaeus, 1758                              | В Сербии известна по единичным находкам на крайнем юге и юго-востоке страны. | Уязвимый вид                                     |
|                                              | Балканская черепаха                 | Testudo hermanni Gmelin, 1789                              | В Сербии встречается на северной границе своего ареала и представлена подвидом T. h. boettgeri. Распространена к югу от Дуная и Савы. Наиболее многочисленна в низинах центральной, восточной и южной частей страны. Западная граница распространения приблизительно соответствует 20 меридиану, что связано со сменой флористических провинций. | Вид, близкий к уязвимому положению               |
| Отряд Чешуйчатые (Squamata)                  |                                     |                                                            | |                                                  |
| Семейство Гекконы (Gekkonidae)               |                                     |                                                            | |                                                  |
|                                              | Турецкий полупалый геккон           | Hemidactylus turcicus (Linnaeus, 1758)                     | В Сербии появился в результате интродукции. Единичные находки известны из городов Бачка-Паланка, Сента и Ниш. В 2022 году в Белграде была обнаружена синантропная популяция этого вида. Расселение геккона за пределами городов и антропогенно изменённых местообитаний считается маловероятным. | Вид вне опасности                                |
|                                              | Средиземноморский тонкопалый геккон | Mediodactylus kotschyi (Steindachner, 1870)                | Является аборигенным видом, обитающим только на территории Метохии, контролируемой частично признанной Республикой Косово. За пределами этой области известны интродуцированные популяции в городах Нови-Сад, Белград, Смедерево, Панчево, Ниш и Сремска-Митровица. | Вид вне опасности                                |
| Семейство Настоящие ящерицы (Lacertidae)     |                                     |                                                            | |                                                  |
|                                              | Синегорлая килеватая ящерица        | Algyroides nigropunctatus (Duméril & Bibron, 1839)         | Наиболее редкий вид настоящих ящериц в стране, населяющий только скальные карстовые местообитания в ущельях долины реки Белый Дрин на территории Метохии, контролируемой частично признанной Республикой Косово. | Вид вне опасности                                |
|                                              | Луговая ящерица                     | Darevskia praticola (Eversmann, 1834)                      | В Сербии достигает северо-западных пределов распространения. Представлена подвидом D. p. pontica, иногда рассматриваемым в качестве самостоятельного вида. | Вид вне опасности                                |
|                                              | Прыткая ящерица                     | Lacerta agilis Linnaeus, 1758                              | В Сербии ареал этого вида фрагментирован: В Воеводине (регионы Банат, Бачка и Срем) она многочисленна и представлена подвидом L. a. argus, а к югу от Дуная и Савы встречается лишь в горах на высоте более 600 м над уровнем моря, где представлена балканским подвидом L. a. bosnica. | Вид вне опасности                                |
|                                              | Трёхлинейчатая ящерица              | Lacerta trilineata Bedriaga, 1886                          | Известна только на крайнем юге на границе с Северной Македонией. | Вид вне опасности                                |
|                                              | Зелёная ящерица                     | Lacerta viridis (Laurenti, 1768)                           | Распространена по всей стране, кроме северного Баната и большей части Бачки. Предпочитает хорошо освещённые густо поросшие кустарником биотопы. | Вид вне опасности                                |
|                                              | Кикладская ящерица                  | Podarcis erhardii (Bedriaga, 1882)                         | В Сербии достигает северных границ своего ареала, обитая в Косово и Метохии, а также в южной и юго-восточной частях страны. Известна из долин рек Пчинья, Моравица и Южная Морава, а также окрестностей Приштины и Вране. Встречается в открытых хорошо прогреваемых лесах, произрастающих на каменистых субстратах, на высоте от 400 до 780 м над уровнем моря. | Вид вне опасности                                |
|                                              | Обыкновенная стенная ящерица        | Podarcis muralis (Laurenti, 1768)                          | Широко распространена по стране, но в районах к северу от Савы и Дуная сконцентрирована вокруг Фрушка-Горы, Вршацких гор и антропогенных местообитаний в низменностях. В некоторых частях Среднедунайской низменности её распространение может являться результатом непреднамеренной интродукции в историческое время. | Вид вне опасности                                |
|                                              | Крымская ящерица                    | Podarcis tauricus (Georgi, 1801)                           | Область распространения этого вида в стране разделена на две части. Большая её часть находится в южной и восточной районах страны. Остальная часть ареала лежит в северных областях, граничащих с Венгрией. Считается, что ранее распространение крымской ящерицы в Сербии было более широким, но сократился из-за нарушения мест обитания. Об этом свидетельствует наличие изолированных популяций в Воеводине между двумя частями ареала.                              | Вид вне опасности                                |
|                                              | Живородящая ящерица                 | Zootoca vivipara (Lichtenstein, 1823)                      | В Сербии является реликтовым видом, сохранившимся после оледенения в высокогорных (более 1500 м над уровнем моря) районах в восточной, центральной, юго-восточной и юго-западной частях страны, а также в Косово и Метохии. На горе Тара на западе страны селится на высоте 900—1000 м над уровнем моря. | Вид вне опасности                                |
| Семейство Сцинковые (Scincidae)              |                                     |                                                            | |                                                  |
|                                              | Европейский гологлаз                | Ablepharus kitaibelii Bibron & Bory de Saint-Vincent, 1833 | Широко распространён по стране, однако его распространение носит зональный характер: с севера на юг он занимает всё более обширные территории, а предпочитаемые им места обитания меняются от дубовых лесов на склонах гор до более сухих лесостепных и степных участков на высоте до 1100 м над уровнем моря. | Вид вне опасности                                |
| Семейство Веретенициевые (Anguidae)          |                                     |                                                            | |                                                  |
|                                              | Колхидская веретеница               | Anguis colchica (Nordmann, 1840)                           | Ранее рассматривалась в составе вида Anguis fragilis, но на основании молекулярно-генетических исследований признана самостоятельным видом. Распространение в Сербии ограничено южным Банатом и северо-восточными областями страны, а в Поморавском округе и на востоке Сербии предположительно проходит зона контакта двух видов. | Вид не представлен в Международной Красной книге |
|                                              | Ломкая веретеница                   | Anguis fragilis Linnaeus, 1758                             | Распространена на большей части страны, кроме северных и северо-восточных регионов. | Вид вне опасности                                |
| Семейство Ужеобразные (Colubridae)           |                                     |                                                            | |                                                  |
|                                              | Обыкновенная медянка                | Coronella austriaca Laurenti, 1768                         | В Сербии широко распространена, но к северу от Дуная и Савы встречается более редко, в основном в долинах крупных рек, и в окрестностях Фрушка-Горы и Вршацких гор. | Вид вне опасности                                |
|                                              | Каспийский полоз                    | Dolichophis caspius (Gmelin, 1789)                         | Обитает в степях и лесостепях центральной, восточной и северной частей страны. Ареал сильно фрагментирован, что вызвано распашкой подходящих биотопов. | Вид вне опасности                                |
|                                              | Четырёхполосый полоз                | Elaphe quatuorlineata Lacépède, 1789                       | В Сербии достигает северных пределов ареала, встречаясь в южных частях страны в долине реки Пчинья на границе с Северной Македонией. | Вид, близкий к уязвимому положению               |
|                                              | Обыкновенный уж                     | Natrix natrix (Linnaues, 1758)                             | Широко распространён по всей стране, встречаясь около водоёмов. | Вид вне опасности                                |
|                                              | Водяной уж                          | Natrix tessellata (Laurenti, 1768)                         | Широко распространён по всей стране, обитая вблизи водоёмов. | Вид вне опасности                                |
|                                              | Оливковый полоз                     | Platyceps najadum (Eichwald, 1831)                         | В Сербии встречается лишь в долине реки Пчинья на границе с Северной Македонией, где достигает северных пределов ареала. | Вид вне опасности                                |
|                                              | Эскулапов полоз                     | Zamenis longissimus (Laurenti, 1768)                       | Широко распространён по стране, но к северу от Дуная и Савы обитает в основном в долинах крупных рек, и в окрестностях Фрушка-Горы и Вршацких гор. | Вид вне опасности                                |
| Семейство Гадюковые (Viperidae)              |                                     |                                                            | |                                                  |
|                                              | Носатая гадюка                      | Vipera ammodytes (Linnaeus, 1758)                          | Широко распространена по стране, обитая в горных районах к югу от Савы и Дуная. | Вид вне опасности                                |
|                                              | Обыкновенная гадюка                 | Vipera berus (Linnaeus, 1758)                              | Представлена подвидом V. b. bosniensis. Ареал сильно фрагментирован. Обитает в низинах и на холмах южного Юаната, южного Срема и северо-восточной Сербии и в альпийском поясе центральной, восточной, юго-восточной и юго-западной частей страны, а также Косово и Метохии. Встречается на высоте от 70 до 2500 м над уровнем моря. | Вид вне опасности                                |
|                                              | Западная степная гадюка             | Vipera ursinii (Bonaparte, 1835)                           | Один из самых редких видов пресмыкающихся в Сербии. Ареал крайне фрагментирован и ограничен горными хребтами Динарского нагорья на юго-западе Сербии и в Косово и Метохии на высоте свыше 1600 м над уровнем моря. Представлен подвидом V. u. macrops. | Уязвимый вид                                     |

## Потенциально обитающие виды
Шесть видов могут встречаться на территории Сербии в связи с обитанием в соседних странах, но их нахождение не подтверждено:
- Anguis graeca Bedriaga, 1881 — в Северной Македонии встречается близко к границе с Сербией, в связи с чем может обитать на крайнем юге и юго-востоке страны.
- Dinarolacerta montenegrina Ljubisavlević, Arribas, Džukić & Carranza, 2007 — может обитать на территории горного массива Проклетие на западе Косово и Метохии, так как известна с приграничных областей Албании и Северной Македонии.
- Hierophis gemonensis (Laurenti, 1768) — балканский полоз — в Албании обитает близко к границе с Сербией, потому возможно нахождение вида в долине реки Дрим на юге Косова.
- Malpolon insignitus (Geoffroy Saint-Hilaire, 1827) — по граничащим с Сербией районам Северной Македонии проходит северная граница распространения вида.
- Telescopus fallax Fleischmann, 1831 — кошачья змея — по граничащим с Сербией районам Северной Македонии проходит северная граница распространения вида.
- Zamenis situla (Linnaeus, 1758) — леопардовый лазающий полоз — по граничащим с Сербией районам Северной Македонии проходит северная граница распространения вида.